# Wolfgang Steck
Wolfgang Steck (* 20. Februar 1940 in Stuttgart) ist ein deutscher evangelischer Theologe.

## Leben
Nach der Promotion zum Dr. theol. (Grund und Grenze des Amtes in der evangelischen Kirche. Untersuchungen zum Gegensatz von Klerus und Laien im wissenschaftlichen System Friedrich Schleiermachers) 1968 in Tübingen und der Habilitation an der Universität Tübingen 1972 wurde er 1978 Professor für Praktische Theologie an der Christian-Albrechts-Universität zu Kiel. Von 1984 bis zu seiner Emeritierung im Jahr 2005 lehrte er an der Ludwig-Maximilians-Universität München.

## Schriften (Auswahl)
- Der Pfarrer zwischen Beruf und Wissenschaft. Plädoyer für eine Erneuerung der Pastoraltheologie. München 1974, ISBN 3-459-00906-3.
- Das homiletische Verfahren. Zur modernen Predigttheorie. Göttingen 1974, ISBN 3-525-57115-1.
- Praktische Theologie. Horizonte der Religion, Konturen des neuzeitlichen Christentums, Strukturen der religiösen Lebenswelt. Kohlhamer, Stuttgart 2000/2011, ISBN 3-17-016106-7/ 978-3-17-020059-3.